# بیرگیتا اولسون
اوا بیرگیتا اولسون (انگلیسی: Eva Birgitta Ohlsson؛ زادهٔ ۲۰ ژوئیهٔ ۱۹۷۵) یک سیاست‌مدار اهل سوئد است. وی وزیر امور اتحادیه اروپا دولت سوئد بین سال‌های ۲۰۱۰ تا ۲۰۱۴ بود. وی عضو حزب لیبرال سوئد است.